# Cottonwood (Kalifornia)
Cottonwood – jednostka osadnicza w Stanach Zjednoczonych, w stanie Kalifornia, w hrabstwie Shasta.